# Thrixspermum latifolium
Thrixspermum latifolium är en orkidéart som beskrevs av Johannes Jacobus Smith. Thrixspermum latifolium ingår i släktet Thrixspermum och familjen orkidéer. Inga underarter finns listade i Catalogue of Life.